# A Vida Secreta da Sua Mente
A Vida Secreta da Sua Mente é uma série de animação infantil mexicana criada por Carlos Malachino e Alberto López para a Cartoon Network. A série estreou em 5 de agosto de 2023 e segue as aventuras de Ceri, um Cérebro que te ensina como é seu corpo humano.
Um dos maiores mistérios da existência humana é saber exatamente como todo o nosso cérebro funciona. Por mais avançada que seja a neurociência, existem elementos que ainda fogem do conhecimento humano. Por isso, tentar entender como nossa mente opera é algo que sempre chamou a atenção, ainda que seja um assunto que pode se tornar bastante complicado com bastante rapidez.
A atriz e cantora mexicana Tessa Ía será a narradora desta produção animada, que é baseada no best-seller internacional do Dr. Mariano Sigman, um dos neurocientistas mais reconhecidos do mundo. A série explora de forma humorística, mas com fundamentos científicos, alguns dos maiores mistérios por trás dos nossos pensamentos, comportamentos, medos e outros aspectos que nos tornam humanos.
A série é baseada no livro de mesmo nome escrito pelo neurocientista Mariano Sigman e terá um total de 5 episódios com 10 minutos de duração cada. A trama mostrará Ceri, que se propõe a responder as perguntas comuns que o ser-humano costuma fazer sobre o funcionamento do cérebro sob as lentes de um desenho animado.